# Gyllengranat
Gyllengranat är en svensk adlig ätt vars stamfader, Gustaf Hansson, blev major 1656 och adlades 1662. Hans sonson, Gustaf Gustafsson Gyllengranat upphöjdes i friherrligt stånd 1747. Ätten utgick 1864 med dennes sonsons son, amiralen och statsrådet Carl August Burchard Gyllengranat.